# Registerfessel
Eine Registerfessel (alternativ: Kombinationsprolongement, Register-Prolongement) ist eine Spielhilfe bei der Orgel. Sie erlaubt das Umregistrieren während des Spiels, ohne dass diese Änderungen sofort wirksam werden. Die neue Registrierung wird erst aktiviert, nachdem die Registerfessel abgeschaltet worden ist. Der Orgelspieler kann während des Spiels umfangreiche Änderungen an der Registrierung (auch über einen längeren Zeitraum) zunächst vorbereiten und dann schlagartig wirksam werden lassen. Dies wird besonders häufig bei der Orgelimprovisation eingesetzt, da hierbei meist noch nicht im Voraus bekannt ist, mit welchen Registrierungen während des Vortrags gearbeitet werden soll, sodass eine Programmierung der Register vor Spielbeginn nur bedingt möglich ist.
Die Registerfessel trennt die Registerzüge bzw. Registerwippe oder Registertaster am Spieltisch der Orgel von der Registertraktur. Sie lässt sich daher besonders einfach bei pneumatischen oder elektrischen Registertrakturen verwirklichen, da bei diesen keine direkte mechanische Übertragung der Stellung der Registerzüge bzw. Registerschalter auf die Windladen erfolgt. Die gewünschte Registrierung wird bei einer Orgel mit elektrischer Traktur vorübergehend in einem elektronischen Datenspeicher zwischengespeichert und kann bei Bedarf abgerufen werden, um erst dann die entsprechende Kombination der Register an den Windladen zum Beispiel mit Elektromagneten einzustellen. Dies hat auch den Vorteil, dass in Spielpausen (z. B. bei einem Konzert: Orgel mit Orchester) bei aktivierter Registerfessel die einprogrammierten Registrierungen überprüft werden können, ohne dass störende Geräusche durch das Schalten der Registerventile entstehen. Eine Orgel mit mechanischer Registertraktur kann demzufolge keine Registerfessel besitzen.